# Jacksonville Barracudas
Die Jacksonville Barracudas waren eine US-amerikanische Eishockeymannschaft aus Jacksonville, Florida. Das Team spielte von 2002 bis 2008 in diversen Profiligen. 

## Geschichte
Die Mannschaft wurde 2002 als Franchise der erstmals ausgetragenen Atlantic Coast Hockey League gegründet. In dieser belegten sie in ihrer Premierenspielzeit den sechsten und somit letzten Platz, wodurch sie die Playoffs verpassten. Nachdem die Liga nach nur einem Jahr wieder aufgelöst worden war, wechselte das Team in die World Hockey Association 2, in der man nach der regulären Saison den ersten Platz belegte und in den Playoffs Meister wurde. Auch die WHA2, die in Anlehnung an die World Hockey Association, die von 1972 bis 1979 in direkter Konkurrenz zur National Hockey League stand, benannt wurde, existierte nur eine Spielzeit lang. Erneut schlossen sich die Barracudas deren Nachfolgeliga an und spielten von 2004 bis 2008 in der Southern Professional Hockey League. In dieser schieden sie 2007 und 2008 jeweils erst im Playoff-Finale aus und unterlagen dabei den Fayetteville FireAntz und Knoxville Ice Bears. Im Anschluss an die Saison 2007/08 stellte das Franchise den Spielbetrieb ein.  

## Trainer
Von 2003 bis 2006 war der ehemalige kanadische NHL-Profi Ron Duguay Trainer der Barracudas. Er hatte seinen Landsmann Kurt Wickenheiser abgelöst, der zuvor mehrfach wegen Disziplinlosigkeiten von der Ligaleitung der Atlantic Coast Hockey League gesperrt worden war. Zuletzt stand der Mannschaft von 2006 bis 2008 Rick Allain vor, der zuvor vor allem in der kanadischen Juniorenliga Ontario Hockey League Erfahrung als Cheftrainer sammeln konnte.

## Spielstätten
Die Mannschaft trug ihre Heimspiele von 2004 bis 2007 in der Jacksonville Veterans Memorial Arena aus, die damals bei Eishockeyspielen 16.000 Plätze fasste. Für die Saison 2007/08 zog das Team ins weitaus kleinere Jacksonville Ice, das lediglich über eine Kapazität von 1.200 Plätzen bei Eishockeyspielen verfügte.

## Saisonstatistik
Abkürzungen: GP = Spiele, W = Siege, L = Niederlagen, T = Unentschieden, OTL = Niederlagen nach Overtime SOL = Niederlagen nach Shootout, Pts = Punkte, GF = Erzielte Tore, GA = Gegentore, PIM = Strafminuten
| Saison  | GP | W  | L  | T | OTL | SOL | Pts | GF  | GA  | Platz    | Playoffs                        |
| 2002/03 | 60 | 18 | 41 | — | —   | 1   | 35  | 180 | 248 | 6., ACHL | nicht qualifiziert              |
| 2003/04 | 59 | 40 | 18 | — | 1   | —   | 81  | 233 | 175 | 1., WHA2 | Meister                         |
| 2004/05 | 56 | 33 | 23 | — | —   | —   | 66  | 230 | 195 | 2., SPHL | Niederlage in der zweiten Runde |
| 2005/06 | 56 | 15 | 39 | — | 2   | —   | 32  | 183 | 315 | 7., SPHL | nicht qualifiziert              |
| 2006/07 | 56 | 25 | 24 | — | 5   | 2   | 57  | 198 | 238 | 6., SPHL | Niederlage im Finale            |
| 2007/08 | 52 | 30 | 17 | — | 2   | 3   | 65  | 201 | 167 | 2., SPHL | Niederlage im Finale            |

## Team-Rekorde (SPHL)

### Karriererekorde
Spiele: 151  Greg LeColst
Tore: 82  Ryan Webb
Assists: 86  Ryan Webb
Punkte: 168  Ryan Webb
Strafminuten: 355  Cory Graboski

## Bekannte Spieler und Trainer
- Ron Duguay (Trainer)
- Tyrone Garner (Spieler)
- Kurt Wickenheiser (Trainer)
- Neil Wilkinson (Spieler)